# 로베르트 슈만
로베르트 알렉산더 슈만(독일어: Robert Alexander Schumann, 1810년 6월 8일 ~ 1856년 6월 30일)은 독일의 작곡가, 피아니스트이자 음악 평론가이다. 가장 위대한 낭만주의 작곡가 중 한명으로 손꼽힌다.
슈만은 피아니스트가 되기 전에는 법을 공부했다. 프리드리히 비크를 사사하여 피아니스트로 훈련을 받던 중, 손 부상으로 피아니스트로서의 커리어가 끝났다. 슈만은 그 후 음악적 에너지를 작곡에 쏟아부었다. 1840년에는 결혼을 반대했던 프리드리히와 길고 신랄한 법적 투쟁 끝에 그의 딸 클라라 비크와 결혼했다. 클라라 자신도 피아니스트이자 음악 신동이었기 때문에 슈만과 클라라는 음악에 있어서 평생의 동반자가 되었다. 클라라와 슈만은 독일 작곡가 요하네스 브람스와도 가까운 관계를 맺었다.
슈만은 1840년까지 피아노곡만 썼는데, 이후에는 관현악 작품들과 가곡을 썼다. 평생동안 교향곡 네 곡, 오페라 한 편을 비롯해 많은 작품을 썼다. 슈만은 유명한 문학 작품들에서 영감을 받아 곡을 쓴 것으로 잘 알려져있다. 뿐만 아니라, 모티프를 통해 그의 음악에 등장인물들을 불어넣은 것으로 유명했다.
슈만은 1853년부터 자신이 독극물이나 흉기로 위협을 받고 있다는 망상을 동반할 정도로 심각한 조울증을 앓았다. 양극성 장애와 수은 중독이 그 원인으로 추정된다. 1854년 자살 시도 후 슈만은 현재 본에 있는 엔데니히의 정신병동에 자발적으로 입원하였다. 정신병적인 우울증으로 진단받은 그는 회복하지 못하고, 2년 후 46세의 나이로 폐렴으로 사망했다.

## 생애

### 유년시절

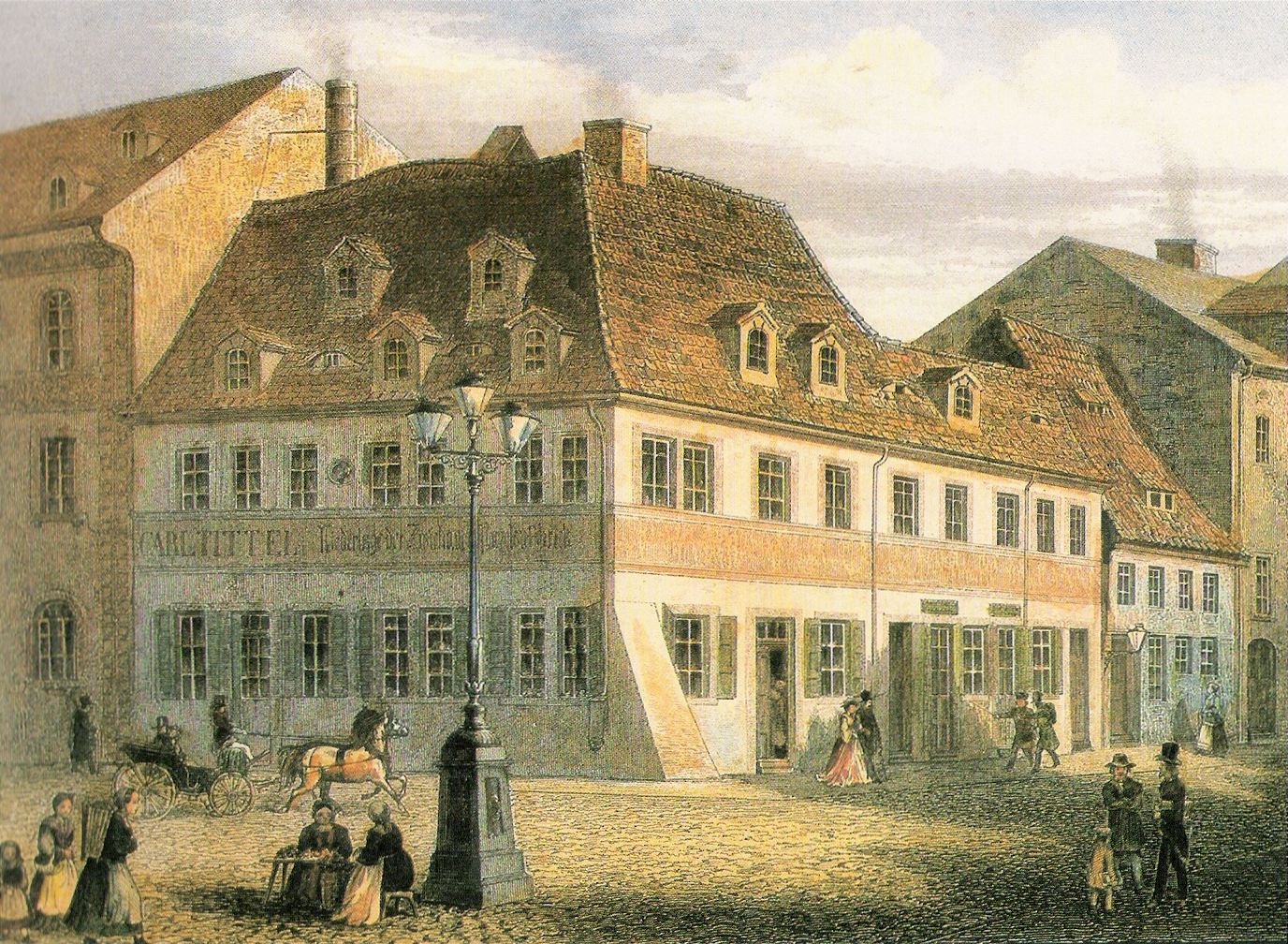
슈만의 생가를 그린 그

슈만은 작센 왕국(오늘날 독일 중부)의 츠비카우에서 요한나 크리스티안(슈나벨)과 아우구스트 슈만의 다섯 째이자 막내로 태어났다. 슈만은 7세 이전에 곡을 쓴 적이 있긴 하지만, 출판업자이자 소설가인 아버지의 영향을 받아 음악보다도 문학적인 가정교육을 받았다.
7세의 나이에 슈만은 츠비카우 고등학교의 선생님인 요한 고트프리트 쿤츠슈에게 음악을 배우기 시작했다. 슈만은 음악에 빠져, 쿤츠슈의 도움 없이도 혼자서 곡을 쓰기 시작했다. 어릴 적의 슈만을 두고 "감정과 성격을 멜로디에 묘사하는 재능을 가지고 있는데, 피아노 위의 특정한 인물들과 구절들에 의해 그의 친한 친구들의 다른 배치들을 너무나 정확하고 유쾌하게 묘사하여, 모든 사람들이 큰 웃음을 터뜨렸다"는 기록도 남아있다.

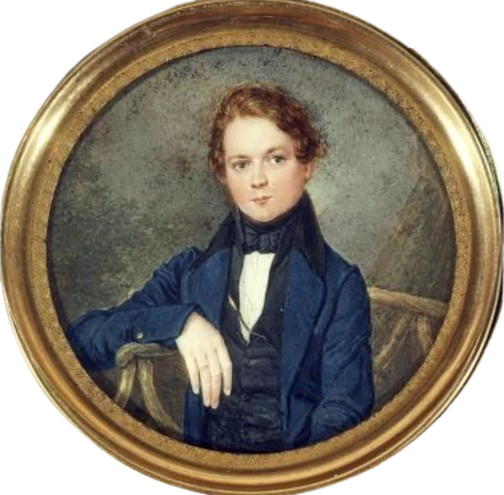
1826년경 어린 시절의 슈만.

14살 때에는 음악의 미학에 대한 짧은 에세이를 썼는데, 이 때 아버지가 편집한 《유명인들의 초상》이라는 책의 일부를 쓰기도 했다. 츠비카우에서 학교를 다니며 바이런과 그리스 비극가들뿐만 아니라 독일 시인이자 철학자인 실러와 괴테의 작품들을 읽었다. 슈만에게 영구적으로 강렬한 인상을 남긴 인물은 독일 작가인 장 파울이었다.
슈만은 카를스바트에서 열린 이그나츠 모셸레스의 공연에서 처음으로 음악가가 되고자 하는 장래희망을 가지게 되었다. 슈만은 이후에 베토벤, 슈베르트, 멘델스존의 작품에 관심을 가지고 연구했다. 아들의 꿈을 격려하고 지원했던 아버지는 슈만이 16세였던 1826년에 사망했다. 아버지를 여읜 후 슈만을 돌본 어머니는 아들이 음악가가 되기를 원하지 않았다. 1828년에 슈만은 김나지움을 졸업했다.

### 대학시절

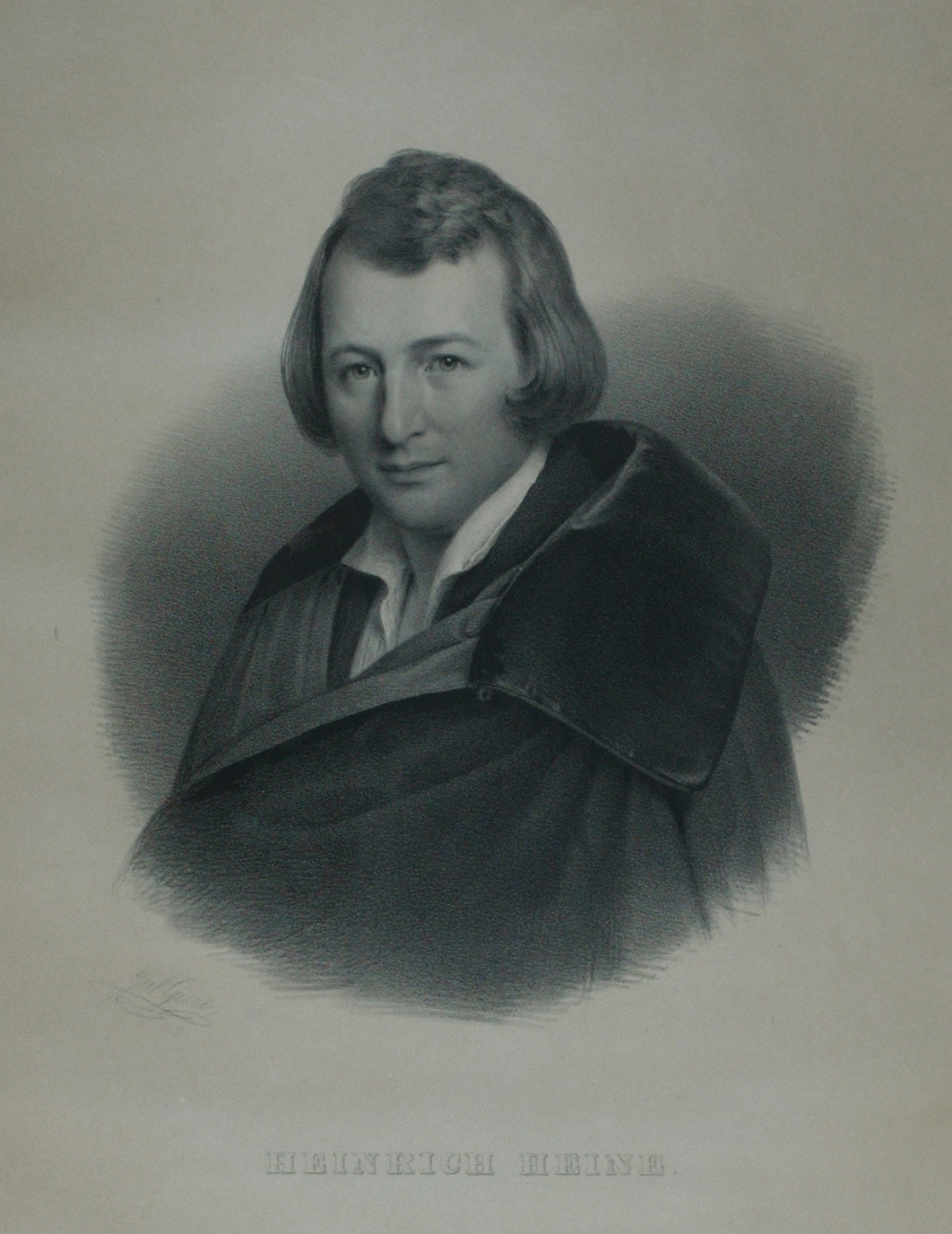
하인리히 하이네

1828년 3월 츠비카우의 김나지움을 우등으로 졸업한 슈만은 친구 에밀 플렉시히에게 보낸 편지에서 이렇게 썼다.
학교는 이제 배후가 되고 눈앞에 세상이 펼쳐져 있다. 이것으로 학생 생활도 끝이라고 생각하니 눈물을 금할 수 없다. 그렇다고 슬픔보다 기쁨이 더 크다. 지금이야말로 진실의 영혼이 앞으로 나아가 그 무엇인가를 세상에 보여줄 때이다.
 — 1828년 3월 18일자 친구 플렉시히에게 보낸 슈만의 편지
슈만은 라이프치히 대학 법과에 진학했다. 이는 슈만의 어머니 요한나의 뜻이자 아버지 아우구스토의 유산을 관리하고 슈만의 후견인을 지낸 고틀로프 루델(1776년-1859년)의 권유에 따른 것이었다.
같은 라이프치히대 신학과에 다니던 플렉시히 및 법과의 모리츠 젬멜과 동거생활을 하게 된 슈만은 젬멜의 소개로 기스베르트 로젠을 알게 되었다. 로젠은 금방 하이델베르크 대학으로 전학을 갔기 때문에 슈만과 오래 교제하지는 못했지만, 장 파울의 숭배자인 슈만과 금세 친구가 되었다. 4월 슈만은 로젠을 츠비카우로 초청해 5월 새 학기를 앞두고 둘이서 바이에른 왕국으로 여행을 떠났다. 거기서 슈만은 바이로이트, 레겐스부르크, 아우크스부르크, 뉘른베르크, 뮌헨을 찾았고 바이로이트에서는 장 파울의 미망인 로르벤젤로부터 장 파울의 초상화를 넘겨받았다. 뮌헨에서는 시인 하인리히 하이네를 만났다.
5월부터 학기가 시작되어 법률 공부를 하려던 슈만이었지만 결석하는 횟수가 점점 많아졌다. 슈만은 어머니에게 보내는 편지에 냉철한 법학을 좋아할 수 없다고 적었다. 라이프치히 주변에는 고향 츠비카우처럼 숲이나 들의 자연이 없었던 것도 실망스러운 부분이었다. 슈만은 피아노를 입수하고 동료 학생 중 현악기 연주자를 발견해 실내악 연주에 열중하게 됐다.이 무렵 이들이 즐겨 다룬 것은 슈베르트의 피아노 삼중주 1번이었다.
또 1827년 사망한 베토벤을 기념해 라이프치히 게반트하우스 관현악단이 베토벤 교향곡 전곡 연주회를 열었는데, 슈만은 이를 듣고 강한 인상을 받았다. 성 토마스 교회 예배에서는 바흐 칸타타 등을 들었다. 이 무렵 습작으로 가곡과 연탄을 위한 8개의 폴로네즈, 다단조의 피아노 4중주곡 등을 썼다. 특히 피아노 4중주곡은 교향곡으로 개작하려는 흔적도 나타난다.
츠비카우에서 교류했던 아그네스 칼스의 남편 에른스트가 1828년부터 라이프치히 대학의 의학 교수가 된 것을 인연으로 슈만은 라이프치히에서 칼스가문과 재회했다. 칼스가에서 열린 음악회에서 슈만은 피아노 교사인 프리드리히 비크과 그 딸 클라라, 라이프치히 가극장 지휘자 하인리히 말슈나, 악보 출판상 호프마이스터등과 만났다. 비크의 피아노 레슨은 비싸고 엄격함을 넘어 가혹하며 잔인하다고 정평이 나 있었지만, 슈만은 어머니에게 편지를 써서 허가를 받고 레슨을 받기 시작했다. 당시 비크의 딸 클라라는 9세로, 슈만의 앞에서 훔멜의 피아노 3중주곡의 피아노 반주를 했는데, 슈만에 따르면 "놀랄 만큼 교묘하게" 연주했다. 클라라는 이 해 10월 20일에 음악계에 데뷔했다.
이렇게 슈만은 1828년 여름부터 비크에 피아노를 사사하고 클라라와도 친해졌다. 이무렵, 슈만은 칼스의 친구이자 브라운슈바이크의 악장에게 자작 곡을 보내고 조언을 부탁했다. 이 악장은 슈만에게 천부적인 재능이 있지만, 전문성과 음악적 요소의 사용법이 아직 미흡하다는 답장을 받았다. 슈만은 1828년 8월 5일 그에게 보낸 답장에서 "이제 작곡 법의 연구에 착수할 때라고 생각합니다. 나는 용기를 내서 음악의 오디온(대극장)에 올라가는 계단에 발을 들여놓고 싶습니다"라고 적었다.
친구 로젠의 편지를 읽은 슈만은 하이델베르크 대학으로 전학을 하고자 후견인인 루비델을 설득하여 승낙받았다. 당시 하이델베르크 대학에는 유명한 법학 교수가 있어 그들의 강의를 듣겠다는 것이 슈만의 전학 이유였다. 하지만 실제로는 슈만은 새벽부터 피아노를 연주하는 등 이미 법에 대한 관심은 없었다. 친구들은 슈만에게 법인지 음악인지 하나를 택하라고 충고했으나, 슈만은 답하지 못했다.
1829년 5월 츠비카우로 돌아온 슈만은 하이델베르크로 가는 길에 남부 독일의 여러 도시를 여행했다. 마인강과 라인강변을 마차로 내려 프랑크푸르트, 마인츠, 코블렌츠 등을 경유하여 5월 21일 하이델베르크에 도착하였다. 이때 처음 라인강을 본 슈만은 감명을 받아 어머니에게 다음과 같이 썼다.
늙고 당당한 아버지 라인이 처음 보여주는 광경을 냉정한 마음으로 받아들일 수 있도록 저는 눈을 감았습니다. 그리고 눈을 떠보니 라인강은 내 앞에 오래된 독일의 신처럼 느긋하게, 소리도 내지 않고, 엄숙하게, 자부심 넘치는 모습으로 누워 있었습니다. 산과 계곡의 모든 것이 포도의 낙원인, 꽃이 피고 푸르른 라인가우의 멋진 전경이 펼쳐져 있었습니다.
 — 1829년 5월, 어머니에게 보내는 편지에서.
이 여행에서 슈만은 당시 베스트셀러 작가였던 빌리발트 알렉시스(본명 게오르크 빌헬름 헤링)과 코블렌츠까지 동행했다. 프랑크푸르트에서는 베토벤의 제자였던 페르디난트 리스(1784년~1838년) 여사의 매력에 빠지기도 했다.
그해 여름부터 가을까지 슈만은 다시 여행을 떠나 스위스와 북이탈리아를 찾았다. 밀라노의 스칼라 극장에서는 로시니의 오페라를 들었다. 여행 중 슈만은 가진 돈을 다 써버리고 여행지에서 후견인에게 송금을 재촉하는 편지를 자주 보냈다. 밀라노에서 가진 돈을 다 썼기에 빚도 지었다.

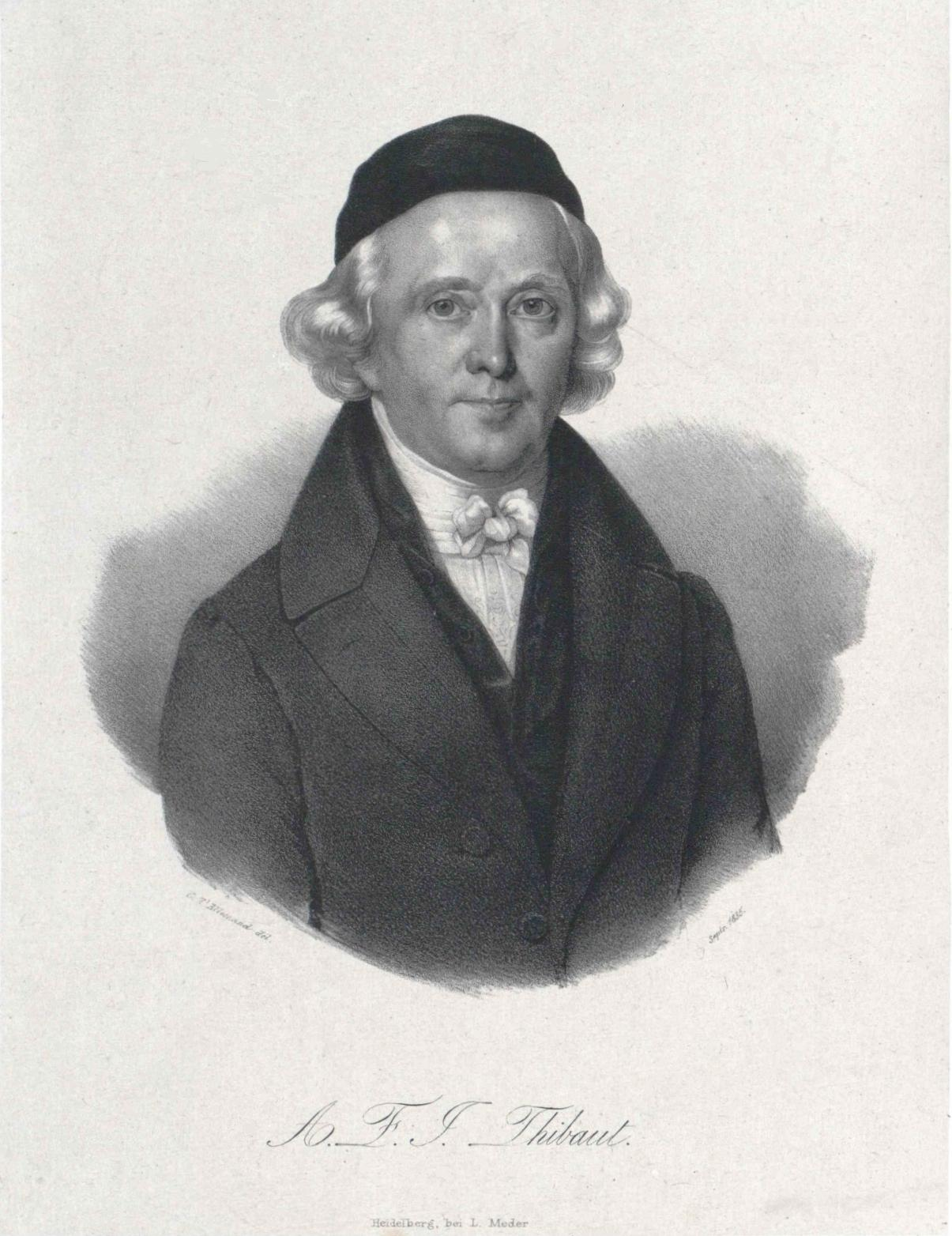
하이델베르크의 법학과 교수, 앙통 프리드리히 유스투스 티보.

하이델베르크 대학교의 티보 교수는 법률학의 권위이자 열성적인 아마추어 음악가였다. 티보는 합창단 '징그페라인'을 조직했고 자택에서는 매주 목요일 저녁 음악회를 개최했다. 직접 피아노를 연주했는데, 헨델의 오라토리오를 연주하기도 했다. 티보는 학생인 슈만에게, 신은 슈만에게 법률가로서의 운명을 주지 않았다고 하였는데, 슈만은 이것을 계기로 대부분의 시간을 음악에 할애하기 시작했다. 피아니스트로서 슈만의 명성은 하이델베르크 밖에까지 미쳐 바덴 대공비인 스테파니(1789년~1860년)의 초청을 받아 만하임에서 연주회를 가질 정도였다. 슈만의 작품번호 1번, 《아베크 변주곡》이 바로 이 때 완성되었다.
이후 하이델베르크에서 슈만은 사치스러운 생활을 즐겼다. 편지에서는 자신이 하이델베르크의 유명인사가 되었다며 자랑하기도 하였다. 그러나 동시에 수입보다 지출이 커서, 가족과 후견인뿐 아니라 친구에게까지 돈을 빌려달라는 편지를 쓰기도 했다.
유년시절 슈만의 꿈을 응원했던 아버지 아우구스토와 달리 어머니 요한나에게 음악은 '빵이 되지 않는 예술'이었기에, 아들을 법조인으로 키우고 싶다는 마음은 여전했다. 요한나는 슈만으로부터 비크에게 피아노를 사사하겠다는 뜻이 적혀 있었기 때문에 요한나는 비크에게 의견을 구했다. 비크는 슈만을 제자로 맡겠다고 답했는데, 3년 안에 슈만을 이그나츠 모셸레스나 훔멜 이상의 피아니스트로 키우겠다고 약속했다. 이에 요한나는 슈만의 뜻을 일단 받아들였다. 다만 이 승낙에는 슈만을 비크의 정식 제자로 6개월간 채용한다는 조건이 붙었다. 반년 후에 비크는 슈만의 재능과 소질은 그가 음악가가 되어야 한다는 분명히 증거하며, 억지로 법조인의 길을 걷게 만드는 것은 어리석다고 답신을 보냈다. 요한나는 마침내 확신을 갖고 슈만이 음악가 될 것을 인정했다.
마침내 슈만은 1830년 9월 24일 하이델베르크를 떠나 10월 라이프치히로 돌아왔다. 슈만이 20세 때의 일이다.

### 라이프치히 시기

#### 손가락 부상으로 피아니스트의 꿈을 접다

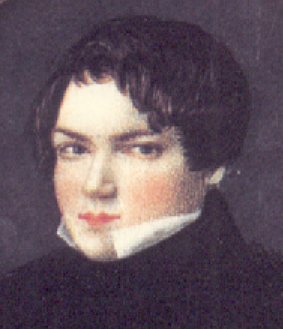
20세경의 슈만.

1830년 10월 라이프치히로 돌아온 슈만은 비크의 집에 거주하며 레슨을 받았다. 또 비크의 소개로 라이프치히 오페라하우스의 지휘자인 하인리히 도른에게도 음악이론을 배웠다. 그러나 까다롭고 엄격한 비크에 대해 점차 불만을 품게 된 슈만은 이듬해인 1831년 8월 당시 피아니스트로 명성을 떨치던 훔멜에게 편지를 써 비크에 대한 불만을 털어놓고 레슨을 받고 싶다고 부탁했다. 슈만은 이 사실을 비크에게도 말해 호된 질책을 받았다. 1831년 10월에 비크가 클라라를 데리고 연주 여행을 떠나자 슈만은 비크의 집을 떠났다.
그 후에도 비크에게 레슨을 계속 받았지만, 슈만은 다시 파티나 사교 활동에 힘을 쏟기 시작했다. 슈만은 자신의 하숙집과 카페 바움 등 거리의 카페에서 예술을 좋아하는 친구들과 밤늦게까지 음악에 대한 이야기를 나눴다. 이 모임은 후에 '다비드 동맹'에 영감을 주었다. 이 시기에 작품번호 2번 《나비》를 작곡하였다.
1831년 슈만은 자서전에서 '테크닉 연습을 너무 많이 해서 오른손이 망가졌다'고 적었는데, 이 시기에 부상을 입은 것으로 보인다. 슈만이 독자적으로 고안한 기계장치로 테크닉 연습을 하다가 부상을 입은 것이 현재 정설로 알려져 있다.
비슷한 시기 슈만은 눈병에 걸려 실명을 걱정하기도 했다. 여러 일들이 겹치며 슈만은 한때 첼로로 전향하거나 아예 신학을 공부하는 것도 고려했지만, 1832년 5월부터 작곡에 전념하기 시작했다. 슈만은 일단 피아노를 떠나 교향곡 작곡을 시도했지만 이 때의 《츠비카우 교향곡》은 미완으로 끝나고 다시 피아노곡을 주로 쓰기 시작했다.

#### 《음악신보》 창간과 다비드 동맹

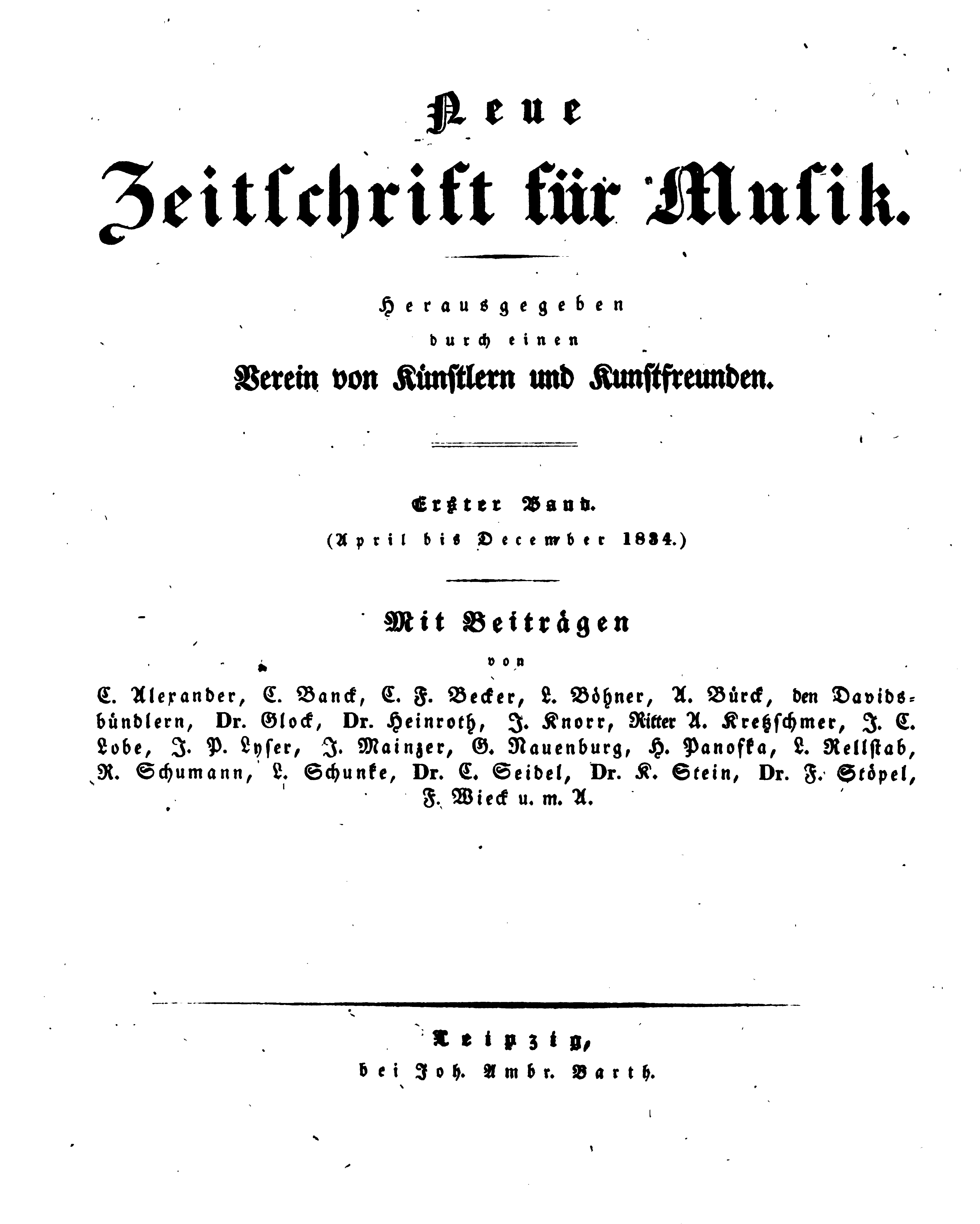
음악신보의 표지 (1834년)

슈만은 1832년 라이프치히의 《일반음악신문》에 〈제군, 모자를 벗어라, 천재가 나타났다〉는 제목으로  프레데리크 쇼팽을 소개하는 글을 투고했다가, 카를 체르니 등 독일의 속물적인 음악비평계의 수준에 불만을 품게 되었다. 이후 1833년부터 카페 바움 등에 예술을 좋아하는 친구들과 새로운 잡지를 발행하는 것에 대해 논의를 시작하고 1834년 4월 3일 《음악신보Neue Zeitschrift für Musik》를 창간했다.
음악신보의 초대 편집자는 율리우스 노르였고, 슈만은 편집을 돕다가 곧 일의 전부를 맡게 됐다. 슈만은 《음악신보》에서 '새로운 시적 시대'를 준비하기 위해 저속한 불레셋인과 싸우는 '다비드 동맹'이라는 가상 동맹을 만들고, 거기서 플로레스탄과 오이제비우스라는 인물을 통해 자신의 의견을 나타내는 방식으로 글을 썼다.

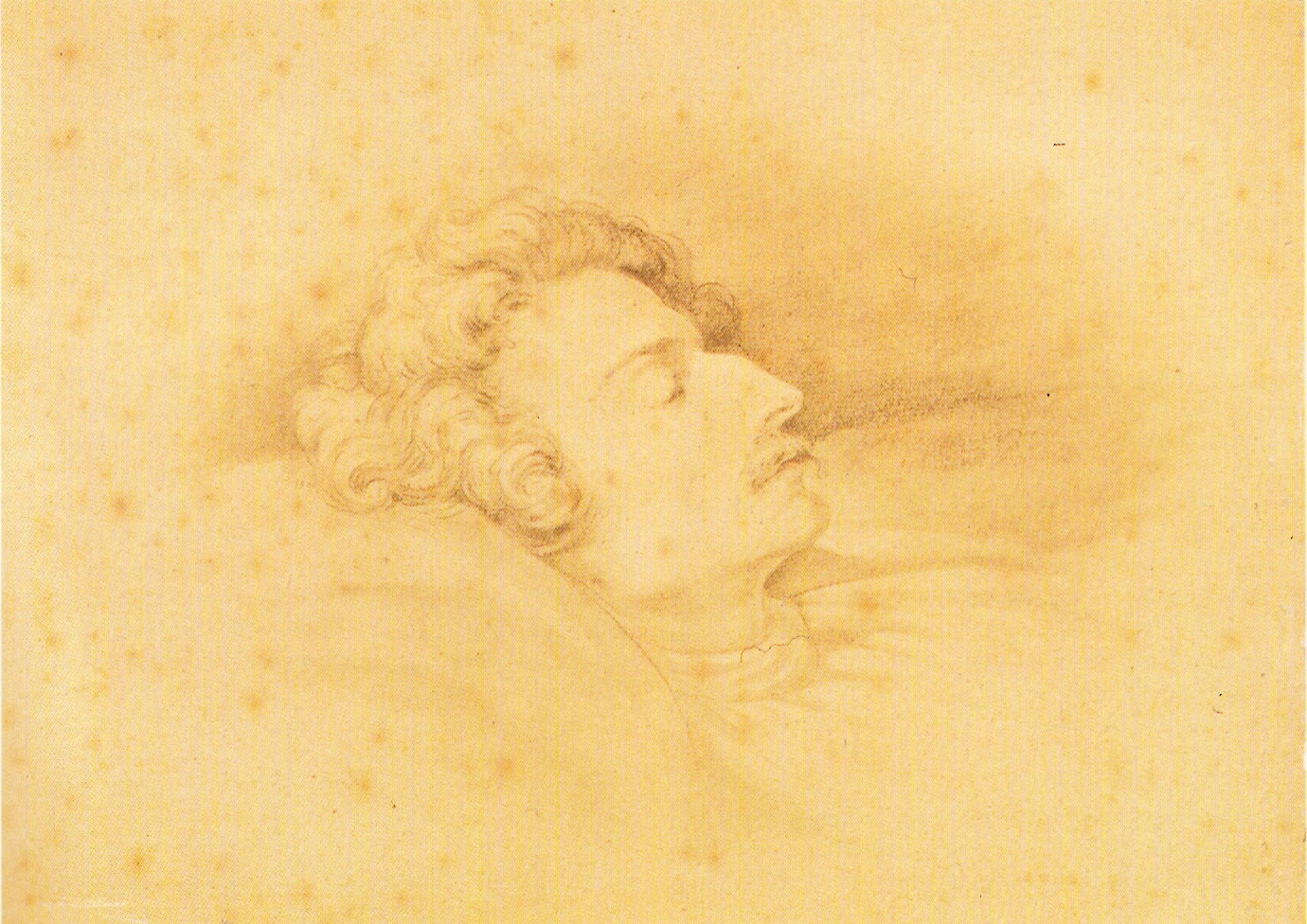
루트비히 슝케의 시신 (1834년)

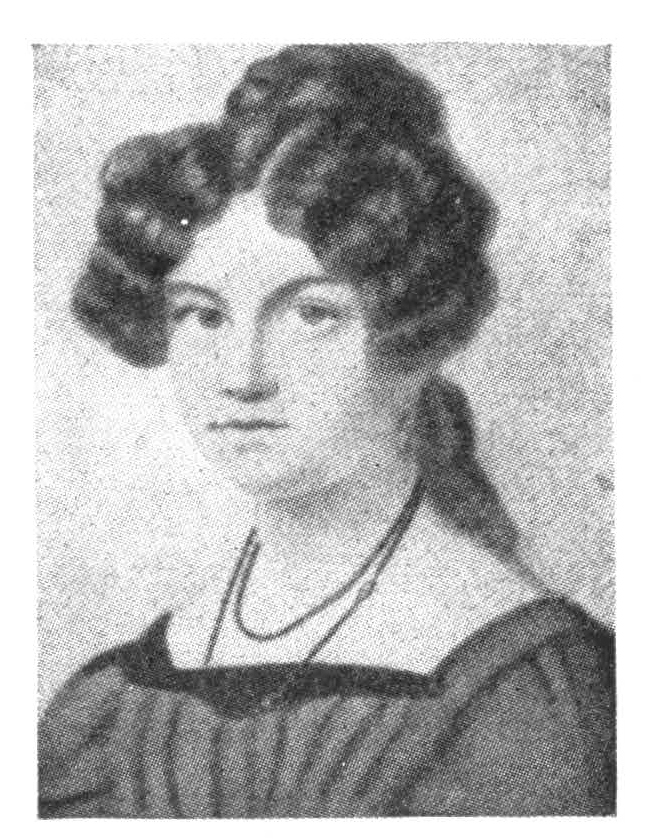
헨리에테 포익

1833년 가을 형 율리우스와 형수 로잘리에가 잇따라 사망함에 따라 슈만은 고독과 공포감에 시달렸다. 이 해의 일기에 슈만은 다음과 같이 적었다.
나는 내 생애에서 커다란 국면 중 하나를 지나고 있다. 10월부터 12월까지 무서운 우울증에 시달리고 있다. 미칠지도 모르겠다는 생각이 나를 사로잡는다.
이 시기에 친구 루트비히 슝케와 예술가의 후원자였던 상인 카를 포익트, 그리고 포익트의 아내 헨리에테 등으로부터 위로를 받았다. 슈만의 친구들 중에서도 같은 하숙집에 살던 피아니스트 슝케와는 특히 끈끈한 우정으로 맺어졌다. 슈만은 슝케에게 사도 요한이라는 별명을 붙이고 작품번호 7번 토카타를 그에게 헌정했다. 두 사람의 우정은 슝케가 1834년 말 폐결핵으로 사망할 때까지 계속됐다. 또 슈만은 헨리에테를 내림가장조의 영혼이라고 부르며 피아노 소나타 2번을 그녀에게 헌정했다.

#### 에르네스티네와의 교제

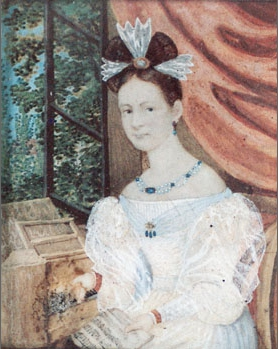
에르네스티네 폰 프리켄 (1816년~1844년)

1834년 4월 당시 18세였던 에르네스티네 폰 프리켄(1816년~1844년)이 비크의 새 제자로 비크의 집에 머무르기 시작했다. 슈만은 에르네스티네와 연애를 하다가 반년이 지나지 않아 그녀와 약혼하지만 이후 몇 주 안에 양측의 합의로 파혼하였다. 에르네스티네는 폰 프리켄 남작과 체트비츠 백작 부인 사이의 사생아인데, 영국 음악학자, 평론가 앨런 워커에 따르면 그녀는 이 같은 복잡한 가정 사정에 대해 슈만에게 솔직하게 말하지 않았기 때문에 이를 알게 된 슈만이 상처를 입었다고 한다.
두 사람의 연애에서 나온 것이 《사육제》(Op. 9)와 《교향적 연습곡》(Op. 13)이다. 《사육제》에서 슈만은 에르네스티네에서 네 글자 ASCH에 해당하는 음형을 등장시킨다. 《교향적 연습곡》은 에르네스티네의 아버지 폰 프리켄 남작이 작곡한 주제에 기초한 변주곡이다. 1835년부터 슈만과 클라라의 연애가 시작되자 에르네스티네는 이들의 연애를 응원했다.

#### 클라라와의 교제와 비크의 방해
슈만과 클라라는 남매 같은 관계였다. 슈만은 클라라나 그녀의 동생 알빈과 산책을 하거나 귀신 이야기를 하며 놀아주곤 했다. 하지만 슈만은 에르네스티네와 헤어진 뒤 클라라를 향한 사랑을 키워가기 시작했다.
1835년 가을 펠릭스 멘델스존이 라이프치히 게반트하우스 관현악단 상임지휘자로 취임해 10월 4일 지휘자 데뷔 연주회를 열었다. 슈만은 《음악신보》에서 이 연주회를 극찬했다. 클라라는 1835년 12월 9일 16세의 나이로 게반트하우스에서 데뷔한 뒤 슈만의 고향 츠비카우에서도 연주회를 열었다. 이때 슈만은 츠비카우까지 클라라를 따라갔다.
슈만과 클라라의 관계를 알게 된 비크는 1836년 1월 클라라를 라이프치히에서 드레스덴으로 옮겨 살게 해 슈만으로부터 떨어뜨려 놓았다. 그러나 같은 해 2월 4일 슈만은 어머니 요한나가 사망하자 클라라를 따라 드레스덴으로 향했고, 2월 7일부터 10일까지 둘이서 지냈다. 이후 슈만은 클라라와 더욱 강하게 붙어다녔다.
이 사실을 알게 된 비크는 슈만과 클라라를 라이프치히로 소환하여 두 사람에게 욕설을 퍼부었다. 슈만은 비크의 집에 출입을 금지당했고, 클라라는 편지를 검열받고 혼자 외출을 금지당했다. 비크는 라이프치히에서 슈만을 만날 때마다 욕설을 퍼붓고 얼굴에 침을 뱉기도 했다고 전해진다. 더욱이 비크는 슈만에게 생활력이 없고 음주벽이 있다는 등 중상모략을 일삼았고,  슈만의 전 여자친구인 에르네스티네의 협조를 얻으려 했다. 또한 비크의 친구이자 클라라의 성악 교사였던 칼 뱅크에게 클라라의 남자친구를 연기해달라고 부탁하기도 했다.
비크의 방해에 지친 클라라는 한 번은 체념하고 슈만의 모든 편지를 돌려보내기도 했다. 그러나 1837년 8월 클라라는 라이프치히에서 열린 리사이틀에서 슈만이 헌정한 피아노 소나타 1번을 연주해 슈만에게 화답했고, 8월 14일에는 슈만의 청혼을 받아들였다.

1837년 9월 슈만은 비크에게 편지를 했다. 며칠 후 비크는 회견에 응했지만, 비크는 클라라를 콘서트 피아니스트로 키웠으며 주부로 만들 생각은 없다고 말했다. 슈만은 9월 18일자로 클라라에게 보낸 편지에 다음과 같이 적었다.
비크와의 회견은 두려웠습니다. 비크는 차갑고 적의에 가득 차 있으며 혼란스럽고 모순 투성이였습니다. 어쨌든 그는 사람을 꺾을 생각을 하고 남의 가슴에 비수를 손잡이가 보이지 않을 정도로 깊이 꽂았습니다.
클라라는 비크와 함께 종종 연주 여행을 떠나게 됐고 슈만은 클라라와 만나거나 편지를 주고받는 것도 금지돼 있었다. 하지만 그는 비밀리에 클라라와 편지를 주고받으며 창의성 넘치는 작품들을 차례차례 써나갔다. 클라라가 콘서트에서 슈만의 작품을 연주하며 화답하는 것은 비크도 막을 수 없었다. 일본의 음악학자 마에다 아키오는 이 시기 비크와의 투쟁이 슈만의 내면을 깊은 곳까지 가라앉히는 동시에 거기서 일어서는 결정적인 동기도 되었다고 본다. 이 시기에 작곡된 곡들은 피아노 소나타 1번(Op. 11), 《환상 소곡집》(Op. 12), 피아노 소나타 3번(Op. 14), 《어린이의 정경》(Op. 15), 《크라이슬레리아나》(Op.16), 환상곡(Op.17)이다.

#### 빈 시기

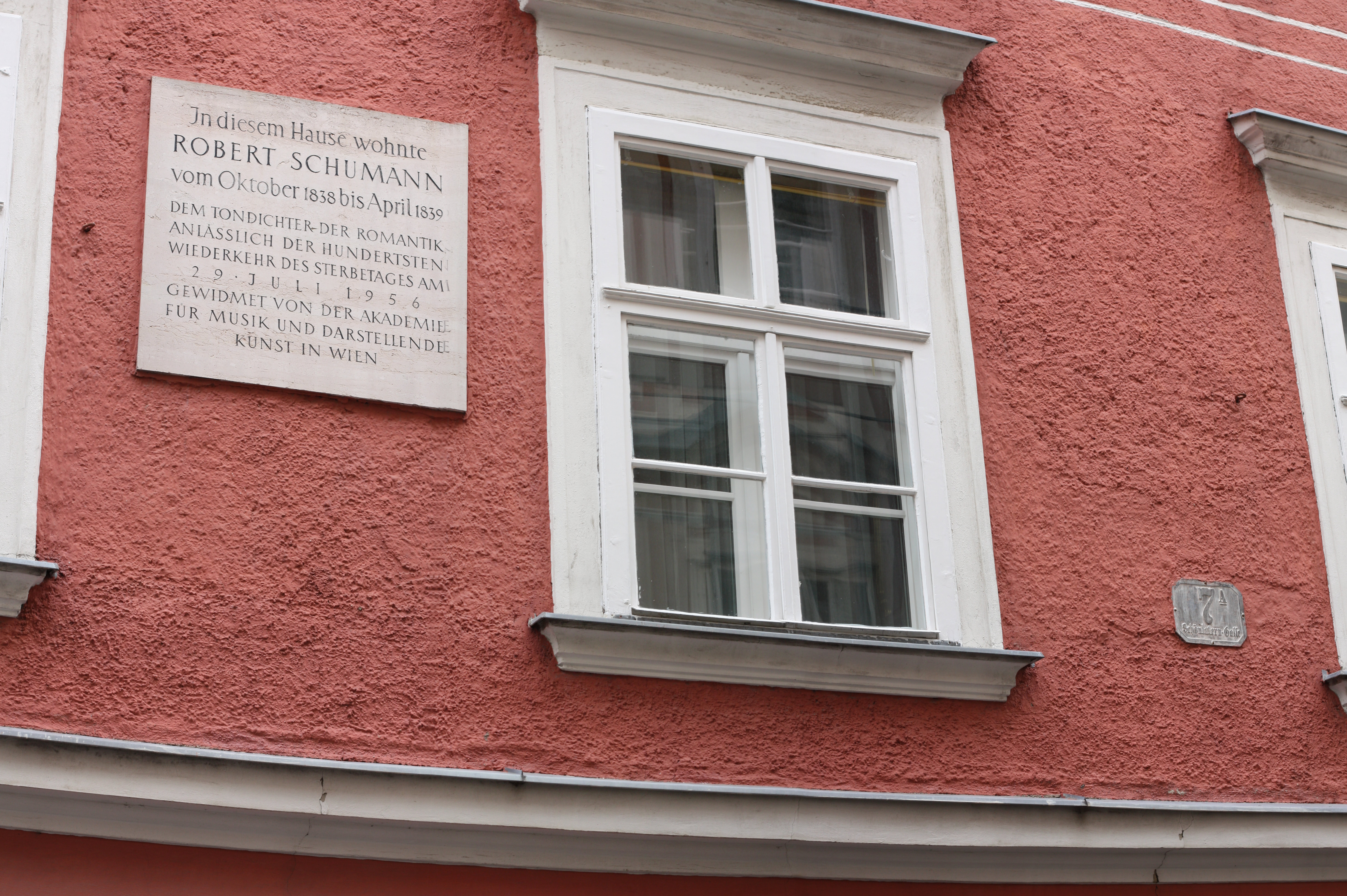
빈에서 슈만이 살았던 집.

슈만은 1838년 10월부터 다음 해인 1839년 4월까지 빈에서 머물렀다. 클라라가 빈 연주회에서 큰 성공을 거둔 것을 알고 클라라의 활동반경과 《음악신보》의 본거지를 빈으로 옮기면 비크의 굴레에서 벗어날 수 있지 않을까 생각했던 것이다. 여기에는 시인 아델베르트 폰 샤미소의 권유가 있었다고도 한다. 동시에 빈은 슈만이 1832년 이래 지향하던 베토벤과 슈베르트의 도시이기도 했다.
그러나 빈의 출판사들은 오히려 적의를 품고 슈만을 맞았다. 당시 빈은 반동주의적 정치체제 하에 있었고 각지의 자유주의 운동과 혁명의 파급을 우려해 언론과 출판의 자유를 압박하고 있었다. 이 때문에 슈만은 검열에 의해 억압받을것을 염려해 《음악신보》의 본거지를 옮길 계획을 포기했다.
빈에 머무는 동안 슈만은 베토벤과 슈베르트의 무덤을 방문했다. 베토벤의 무덤 앞에서 슈만은 철제 펜 한 자루를 주워 들고 돌아갔는데, 나중에 교향곡 1번을 이 펜으로 썼다. 또 돌아오는 길에 슈베르트의 형 페르디난트의 집을 방문해 슈베르트의 교향곡 9번 초고를 발견했다. 이 교향곡은 1839년 3월 21일 라이프치히 게반트하우스 연주회에서 멘델스존의 지휘로 초연돼 폭발적인 성공을 거두었다.

#### 결혼

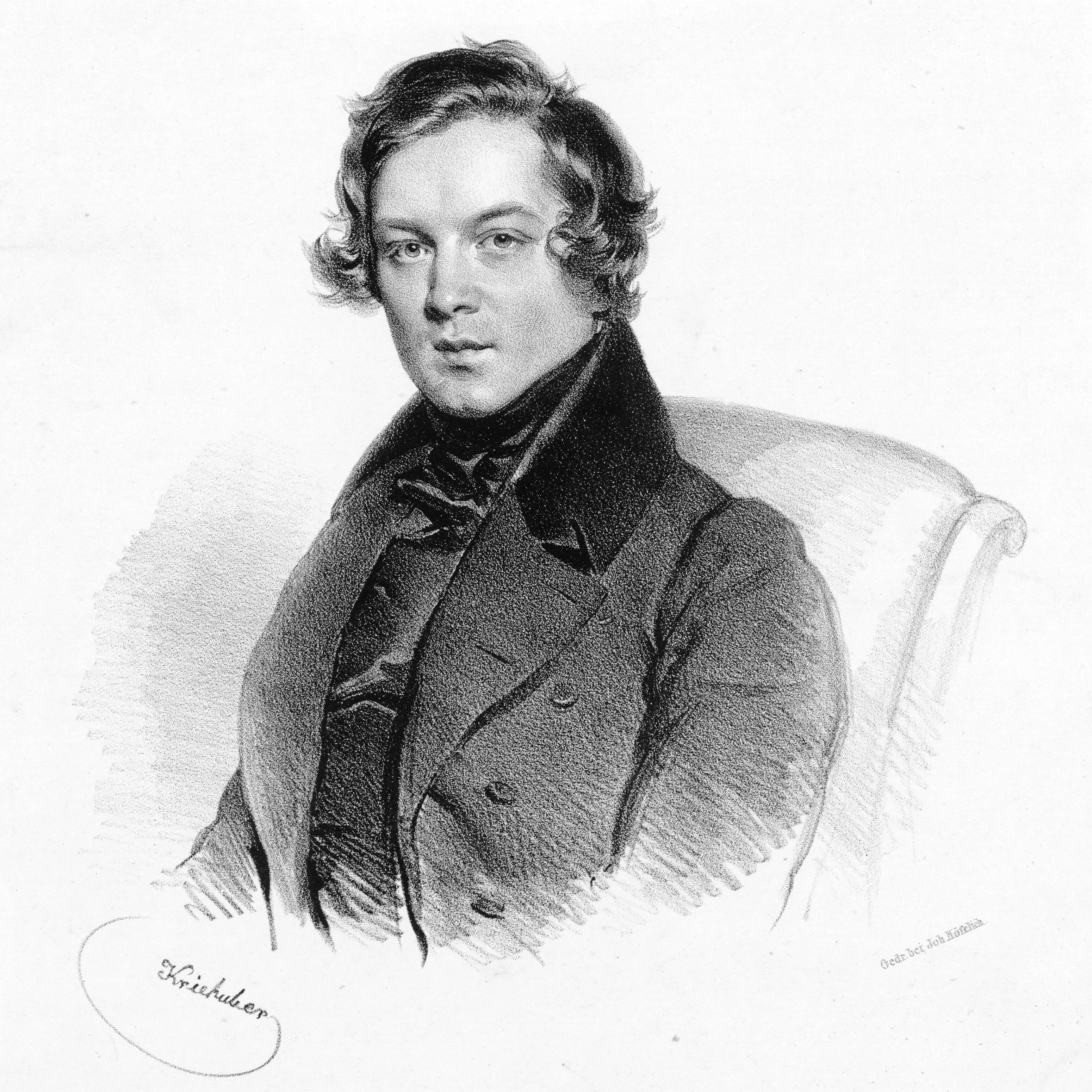
29세의 모습을 묘사한 석판인쇄화.

더 이상 비크와의 화해가 불가능하다고 생각한 슈만은 1839년 6월 15일 클라라의 동의를 얻어 변호사를 선임하였다. 그해 7월 슈만은 비크와 이혼해 베를린에서 거주하던 클라라의 친모 마리안네 바르길(Mariane Bargiel)을 찾아가 클라라와의 결혼 동의를 얻었다. 또 공적 지위를 얻는 것이 결혼에 도움이 될지 모른다고 생각해 1840년 2월 셰익스피어와 음악의 관계에 대한 논문을 통해 예나 대학 철학박사 학위를 받았다.
소송을 알고 격분한 비크는 클라라가 피아노 치는 것을 금지하고 집에서 내쫓았다. 클라라는 베를린에서 데리러 온 친모 마리안네를 따라 갔다. 비크는 클라라의 상속권 정지 등으로 맞서려 했지만 법정에서는 유효한 혐의를 제기하지 못해 재판장에서 욕설을 퍼붓기도 하였다. 거리에서 슈만의 뺨을 때리기도 했는데, 이러한 극단적 행동은 웃음거리가 됐다. 자신의 형세가 불리하다는 것을 깨달은 비크는 1840년 1월 클라라의 동요를 노리고 레만이라는 가명을 사용해 슈만에 대한 온갖 비난을 늘어놓은 편지를 써 베를린에서 열린 클라라의 리사이틀 당일에 전달했다. 그러나 클라라의 동생 앨빈이 이러한 계획을 슈만에게 미리 귀띰해주었기 때문에 클라라는 사전에 경계할 수 있었다. 슈만은 이 일로 비크를 명예훼손으로 고소했다.
1840년 8월 12일 슈만과 클라라의 결혼을 허가하는 판결이 내려졌고, 두 사람은 9월 12일 라이프치히 근교 쇠넨펠트 교회에서 결혼식을 올렸다. 다음날인 9월 13일은 클라라의 21번째 생일이었다. 이 결혼식에는 4월에 막 알게 된 사이인 프란츠 리스트도 참석했다. 1841년 빅은 명예훼손 혐의로 2주간 금고형에 처해졌다.

#### 다양한 장르로의 확대
슈만은 1839년에 "성악곡은 기악곡보다 수준이 낮아 위대한 예술로 인정하기 어렵다"라 평했고, 실제로 작품번호 23번의 '4개의 녹턴'까지 거의 피아노곡만 작곡했다. 그러나 1840년 클라라와의 결혼을 앞두고 가곡을 다루기 시작했다. 1840년 3월부터 7월까지 5편의 가곡집을 작곡했다. 두 편의 《리더 크라이스》(Op. 24, 39), 《미르텐》(Op. 25), 《여인의 사랑과 생애》(Op. 42), 그리고 《시인의 사랑》(Op. 48)이다. 이들을 포함해 이 해 120곡 이상의 가곡, 중창곡이 작곡되었다. 이는 슈만이 평생 남긴 가곡의 대부분을 넘어서는 것이어서, 1840년을 가곡의 해라고 부르기도 한다. 이에 대해 슈만은 "다른 음악에는 전혀 손이 가지 않았다. 나는 나이팅게일처럼 죽을 때까지 계속 노래할 것이다"라고 말했다.
결혼 후 슈만은 클라라와 함께 바흐의 《평균율 클라비어곡집》을 연구했고, 이후에는 베토벤 등 빈 고전파의 현악 4중주곡을 공부했다.
1841년 교향곡 1번(Op. 38)이 완성되었다.이 교향곡은 슈만의 라이프치히 시대를 대표하는 작품으로, 이 곡의 성공은 슈만의 창작활동에서 피아노곡과 가곡에서 교향곡 작가로의 탈피라는 획기적인 계기가 되었다. 이후에도 슈만은 서곡, 스케르초와 피날레(Op. 52), 피아노와 관현악을 위한 환상곡(피아노 협주곡 1악장), 라단조 교향곡(교향곡 4번) 등 오케스트라 작품에 몰두했다. 이듬해인 1842년 슈만은 실내악곡 분야에 발을 들여놓아 3곡의 현악 4중주곡(가단조, 마장조, 가장조의 Op. 41), 피아노 5중주곡(Op. 44), 피아노 4중주곡(Op. 47) 등이 생겨났다. 여기에는 프란츠 리스트의 권유가 있었다. 리스트는 1839년 6월 5일자 편지에서 슈만에게 실내악곡 작곡을 권유했었다. 이에 따라 1841년을 '교향곡의 해', 1842년을 '실내악곡의 해'라고 부르기도 한다.
멘델스존의 라이프니츠 음악원에서 강사, 드레스덴 합창단의 지휘자가 되어 활약하였다. 이 즈음 요하네스 브람스를 알게 되었다.

### 죽음
그러나 1833년부터 간헐적으로 정신병적 증상이 심해졌다. 1840년대에 이미 환청 등 환각 증상과 망상을 나타냈다. 증상은 더욱 심해져 1854년에는 라인강에 투신하였다. 이후 현재 본에 있는 엔데니히의 정신병동에 자발적으로 입원하였다. 정신병적인 우울증으로 진단받은 그는 회복하지 못하고, 2년 후 46세의 나이로 폐렴으로 사망했다. 시신은 본에 매장되었다.

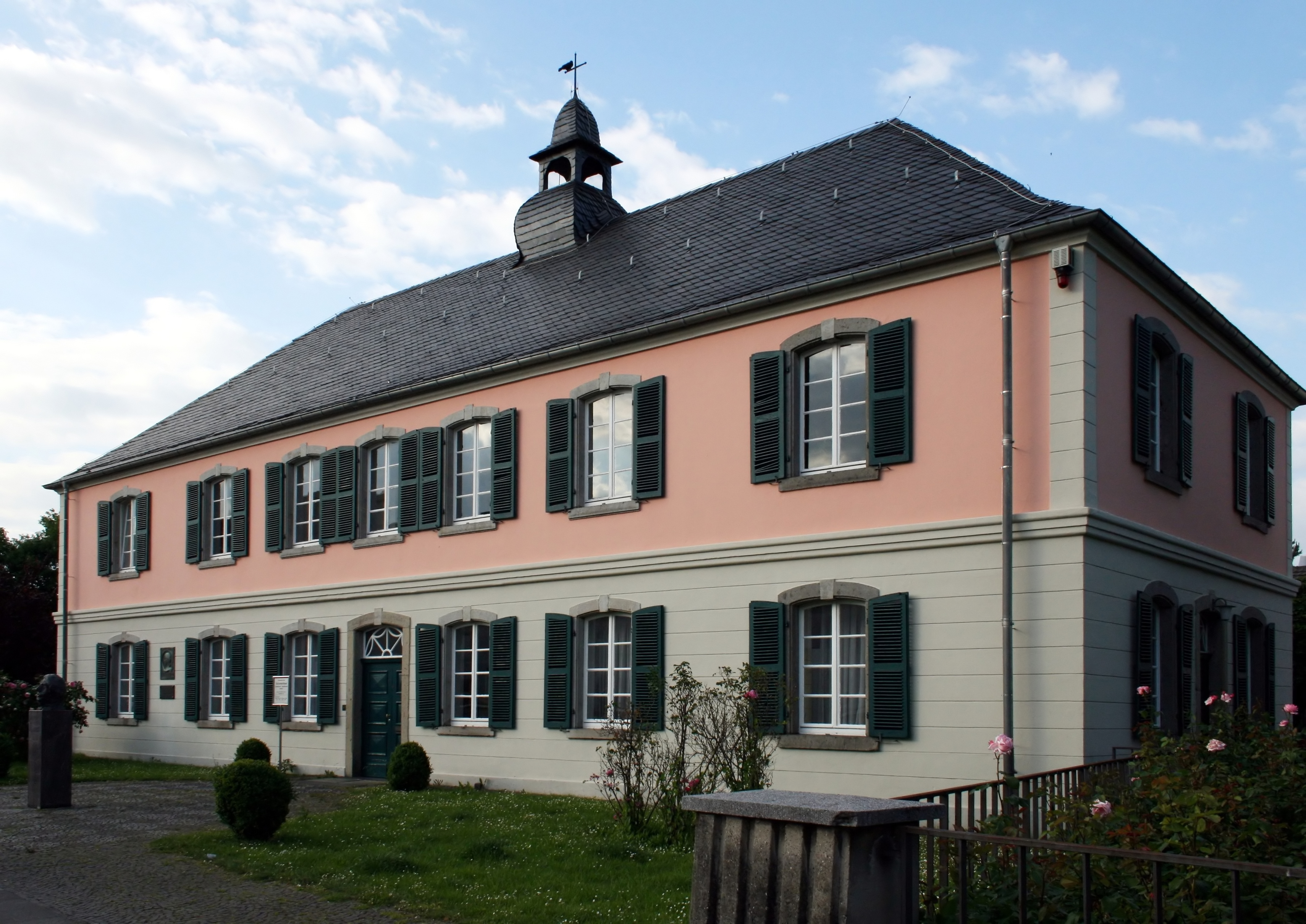
슈만이 사망할 때까지 지낸 본 근교 엔데니히의 요양원(현 슈만 기념관)

슈만은 엔데니히에서 2년을 보냈다.리하르츠 박사의 요양원(현 슈만기념관)은 넓은 정원 안에 자리 잡고 있었고 슈만은 정원을 자유롭게 산책할 수 있었다. 외출도 가능하여 본의 베토벤 기념비를 찾기도 했다. 방에는 피아노와 오선보, 필기도구가 비치됐고 작곡도 할 수 있었다. 엔데니히에서 슈만은 파가니니의 24개의 카프리치오용 피아노 반주를 보필했으며, 요아힘의 오페라 《하인리히 4세》 서곡의 피아노 편곡도 했다. 클라라와 가족과의 면담은 슈만의 신경을 자극하지 않기 위해 금지됐지만 브람스와 요아힘, 디트리히, 비평가 에두아르트 한슬리크 등이 면회를 왔다. 슈만이 엔데니히에서 보낸 편지는 클라라가 7편, 브람스가 4편, 요아힘이 1편, 장녀 마리에가 1편을 받았다고 전해진다. 클라라에게 보내는 편지에서는 아이들에 대한 애정을 담은 내용이 작성되었다. 또 1854년 11월 27일자 브람스에게 보낸 편지에는 브람스가 작곡한 슈만의 주제에 따른 변주곡(Op. 9)에 대한 비평이 실려 있으며 여기에는 정신착란을 떠올리게 할만한 대목이 전혀 없다.

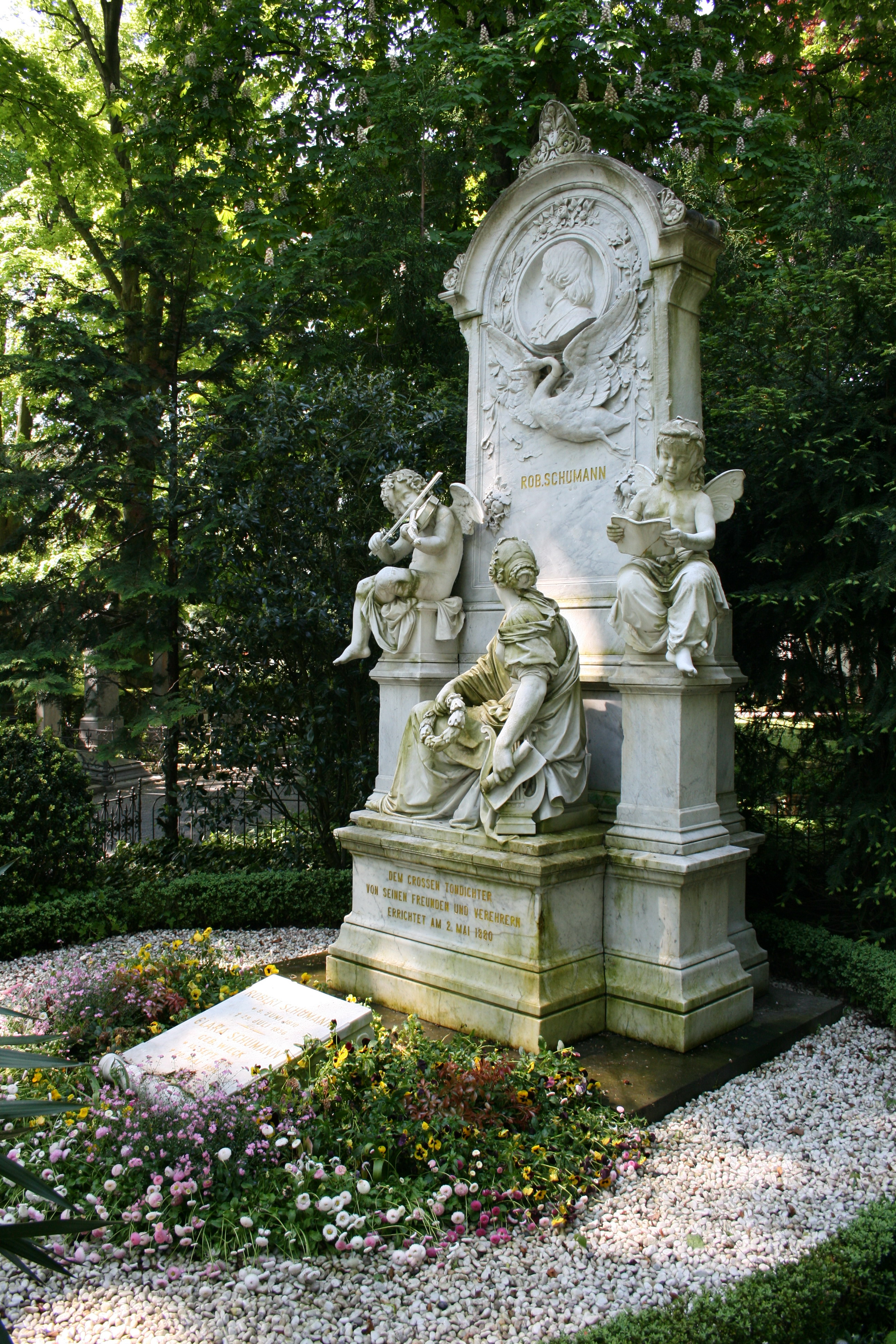
슈만 부부의 묘지.

슈만 자신은 회복할 수 있다고 생각했지만, 그러나 그 희망은 나날이 희미해졌다. 발음이 어려워지면서 청각, 미각, 후각까지 둔화되기 시작했다. 슈만은 끊임없이 방안을 돌아다녔고 때로는 무릎을 꿇고 손을 맞잡았다.네 작품은 표절이라고 비난하는 소리가 들렸고 슈만은 흥분해 "그렇지 않아, 거짓말이야!"라고 외치기도 했다. 식사를 거부하는 일도 잦아졌으며 몸은 점점 쇠약해져갔다. 1854년 8월 14일 슈만의 병문안을 간 브람스의 증언에 의하면, 슈만은 갑자기 와인을 마시는 것을 멈추고 독이 들어 있다며 바닥에 쏟아버렸다고 한다. 1855년 여름에는 슈만의 전기를 쓴 바젤레프스키가 엔데니히를 찾았다.아무도 듣는 사람도 없는데 즉흥적으로 피아노를 치고 있는 슈만의 모습을 그것은 스프링이 부서져 가끔 생각난 듯 움직이는 기계 같았다고 말했다. 1855년 가을 리하르츠 박사는 슈만이 더 이상 회복의 희망이 없다고 진단했다. 1856년 6월 8일 브람스가 엔데니히를 찾았을 때 슈만은 다리의 염증 때문에 침대에 누워 있었다. 이때 슈만은 지도책에서 지명을 골라 알파벳 순으로 나열하는 작업을 하고 있었으는데, 이전의 슈만이 좋아했던 말장난을 보여주었다고 한다.

7월 23일 리하르츠 박사로부터 위급함을 알리는 전보를 받은 클라라는, 7월 27일 엔데니히에 도착해 2년 만에 슈만과 재회했다. 클라라 슈만은 이 일에 대해 다음과 같이 적었다.
그것은 저녁 6시에서 7시 무렵의 일이었습니다. 그는 나를 알아채곤 미소짓고, 비상한 노력을 기울여 - 이 무렵 그는 사지를 자유로이 움직일 수 없었습니다 - 그의 팔을 나에게 돌렸습니다. 저는 그것을 결코 잊지 않을 것입니다. 전 세계의 어떤 보물을 바치더라도, 이 포옹을 다시 받을 수는 없겠죠.
다음 날인 28일 슈만의 손발 경련이 이어지자 클라라는 슈만에게 와인을 마시게 했다.와인 일부가 클라라의 손 위로 쏟아지자 슈만은 기쁜 듯이 클라라의 손가락을 핥았다. 1856년 7월 29일 오후 4시 슈만은 46세를 일기로 사망했다. 슈만의 마지막 말은 meine..., ich kenne(나의..., 나는 알아)였다.
시신은 이틀 후에 본에서 매장되었다.브람스, 요아힘, 디트리히가 관을 맡았고 그릴파르처가 사회를 보았다. 클라라가 장례식을 아주 가까운 친구들에게만 알려줬기 때문에 클라라와 힐러 외에 참석한 사람은 6년 전 슈만 부부가 뒤셀도르프에 도착했을 때 환영의 세레나데를 연주했던 악단 콩코르디아 게젤샤프트의 멤버들뿐이었다.

## 평가

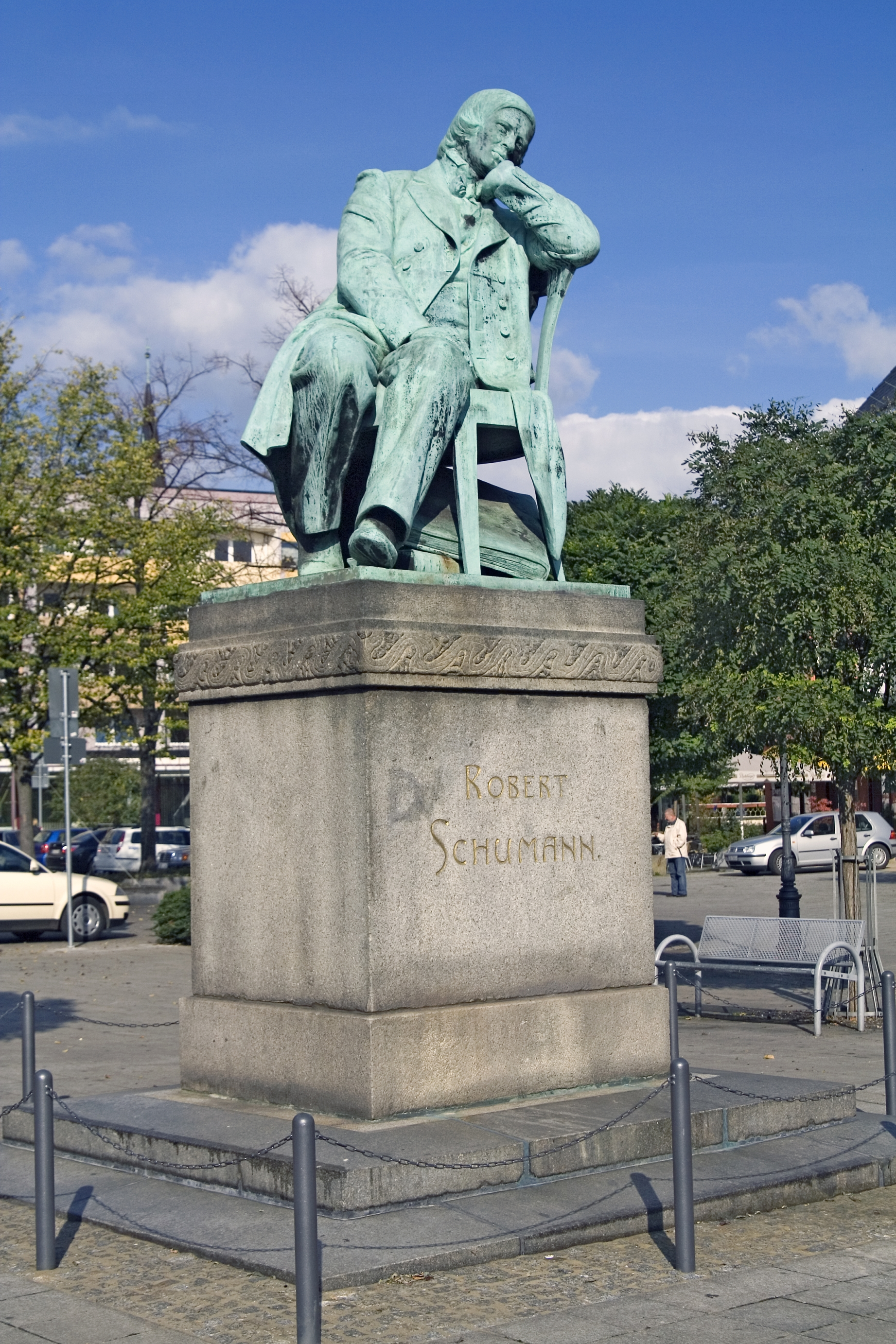
츠비카우에 있는 슈만 동상

슈만과 동시대 독일 작곡가이자·음악 비평가인 루이스 에럴트(Louis Ehlert, 1825년 ~ 1884년)는 저서 《슈만과 그 악파》(1849)에서 "베토벤이 고전적 시대 예술의 정점이라면 슈만은 우리의 현대 시대의식을 구현하는 존재가 되었다. 그의 투쟁이 맺은 사랑에는 반드시 자상하고 온화한 수호신(천재)이 깃들어 있어 우리는 인간적으로 그곳에 끌린다고."라고 평가했다. 또 19세기 러시아 작곡가인 표트르 차이콥스키(1840년 ~ 1893년)는 "이 세기 후반의 음악은 예술사적 측면에서 후세가 '슈만기(紀)'라고 부르는 그런 시기로 들어갈 것임에 틀림없다. 슈만의 음악은 베토벤의 작품과 유기적으로 연결되면서 동시에 결정적으로 이를 떠나 우리에게 새로운 음악 형식의 전체적인 세계를 개척했고, 그러한 위대한 선구자들도 아직 건드리지 못한 현을 울리고 있다. 이 현은 우리의 비밀스러운 심리적 과정, 저 의심과 우울과 이상을 우러러보는 눈빛, 오늘날 사람의 마음을 감동시키는 것으로 우리의 마음에 울림을 주고 있다."라고 말했다.
슈만의 음악들은 그가 거쳐온 도시에서 이름을 따와 라이프치히 시기(1828년 ~ 1844년), 드레스덴 시기(1844년 ~ 1850년), 뒤셀도르프 시기(1850년 ~ 1854년)로 분류된다. 이 전후로도 츠비카우의 유소년 시절, 엔데니히에서의 마지막 요양원 생활, 하이델베르크와 빈에서의 생활 시기도 슈만의 작품을 분류할 때 사용되곤 한다.
라이프치히 시대에 쓰인 슈만의 대표 작품들은 주로 피아노곡과 가곡이다. 작품번호 1번부터 23번까지는 모두 피아노곡일 정도로 20대 슈만은 피아노 작품에 집중했다. 작품번호 24번부터는 가곡이 이어진다. 그리하여 30대에 접어든 이후로는 1840년은 노래의 해, 1841년은 교향곡의 해, 1842년은 실내악의 해, 1843년은 오라토리오 《천국과 페리》가 완성된 해로 분류할 수 있을 정도로 장르의 스펙트럼이 확장되었다. 드레스덴 시기와 뒤셀도르프 시기를 통해서는 오페라 《제노베바》(Op. 81), 극부수음악인 《만프레드》(Op. 115), 《괴테의 파우스트의 정경》(WoO 3)를 작곡하는 등 더욱 장르를 확장했다. 만년에는 《미사곡》(Op. 147)이나 《레퀴엠》(Op. 148) 등의 종교음악도 작곡했다. 시간이 흐르며 예술의 폭과 깊이가 확장되는 반면, 이전에는 단순한 구조 속에서 상상력과 정취를 직관적으로 전달했다면 후기에는 곡의 구성이 더욱 치밀해지는 방향으로 스타일이 바뀌었다고 본다.
비더마이어적인 가정환경에서 자란 슈만의 음악에서는 양심도 정신도 순수하며 충실하고 찬란한 인간성이 내면적으로 성숙할 경우의 고요하고 무언의 깊은 기쁨이 빛나고 있다며 이를 독일 낭만주의 음악의 목가적 측면으로 규정하기도 한다. 슈만의 작품에서 행진곡풍의 리듬을 많이 볼 수 있는 것은 나폴레옹 전쟁 중 태어난 슈만의 유아 체험에서 기인한다는 주장도 있다. 또 슈만은 기교적인 작품을 부정하지 않는데, 이는 유년 시절에 이그나츠 모셸레스의 곡을 듣고 압도되었다는 회고나 하이델베르크 시기에 음악에 전념한 계기가 파가니니의 연주였다는 데서도 드러난다. 비크의 문하로 들어갈 때에도 슈만은 기교에 대한 낭만적 찬미를 아끼지 않았다.

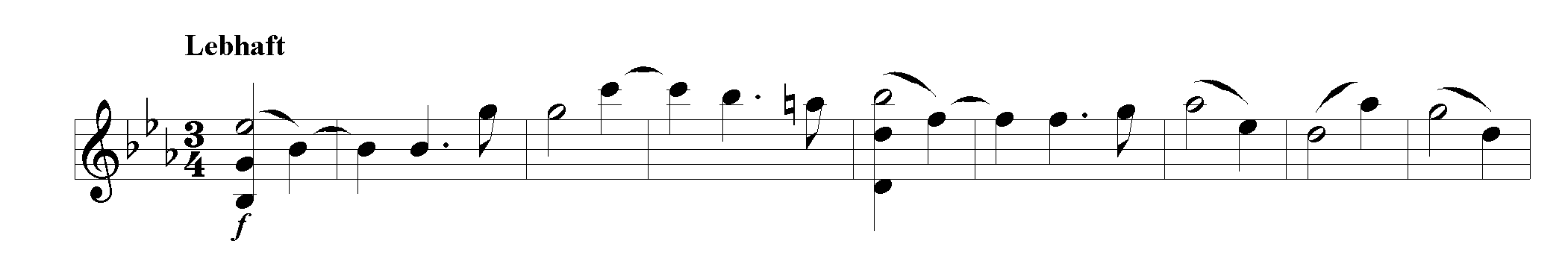
슈만의 교향곡 3번, 《라인》의 1악장. 3/4박자 곡이나 3/2박자처럼 들린다.

슈만의 작품에는 실제 연주시 박자가 악보와 다르게 들리는 경우가 종종 있는데, 일본의 작곡가인 이케베 신이치로는 이를 '박절 마술'이라고 부른다. 이케베는 슈만이  《천국과 페리》(Op. 50)에서 바그너보다 더 이른 시기에 라이트모티프를 이미 사용하고 있다고 보았다.
슈만이 작곡한 곡들 사이에서도 모종의 관계가 나타난다. 작품들은 일종의 그룹을 형성하는 경향을 보이는데, 이처럼 같은 분야의 작품을 연이어 작곡한 후 다음 분야로 넘어가는 형태로 작품을 남긴 작곡가는 달리 예가 없다. 이를 두고 슈만이 심리학자들이 말하는 순환 기질형의 인물이며, 그의 창조적 충동이 잠재되어있다가 별개의 분야에 걸쳐서 반복적으로 분출되고 있다고 보기도 한다. 미공개 스케치나 문서 자료 등이 공개됨에 따라 교향곡을 비롯한 대작품을 향한 의욕이 슈만의 작곡활동 초반부터 나타났음이 판명되고 있다. 일례로, 1832년에 출판한 간주곡들(Op. 4)의 작곡에 착수하기 전에 이미 슈만은 이미 미완성 교향굑 《츠비카우》(WoO 29)를 구상한 바 있다.1838년에는 두 곡의 현악 사중주곡, 1839년에는 피아노 협주곡을 구상하였다. 이들은 비록 완성되지 않았지만, 이후 교향곡과 실내악 등 대규모 편성의 곡을 예고하는 성격의 사료로 해석된다. 또 동일 분야의 작품을 단기간에 집중적으로 써내는 것도 특징적으로 예를 들어 1842년 슈만은 3편의 현악 사중주(Op. 41)를 작곡하는 데 5주가 채 걸리지 않았고, 피아노 5중주곡(Op. 44)은 6일간, 피아노 4중주곡(Op.47)은 5일 만에 쓰는 등 매우 빠른 속도로 곡을 완성했다. 이런 슈만의 작곡 방식은 그의 창조성이 이른바 꽉 막힌 물이 일단 출구를 찾자 물줄기로 단숨에 솟구치는 것에 비유되기도 한다.

## 작품

### 음악 작품

#### 오페라
- 게노베바 Op.81(1848년)

#### 교향곡
- 1번 '봄', 내림 나장조 Op.38(1841년)
- 2번 다장조 Op.61(1846년)
- 3번 '라인', 내림 마장조 Op.97(1850년)
- 4번 라단조 Op.120(1841년; 1851년에 개정)

#### 협주곡
- 바이올린 협주곡 라단조 WoO23
- 바이올린과 관현악을 위한 환상곡 다장조 Op.131
- 첼로 협주곡 가단조 Op.129
- 피아노 협주곡 바장조
- 피아노 협주곡 가단조 Op.54
- 피아노와 관현악을 위한 서주와 정열의 알레그로 Op.92
- 피아노와 관현악을 위한 서주가 있는 연주회 알레그로 Op.134
- 4대의 호른과 관현악을 위한 연주회 소품 Op.86

#### 관현악곡
- 사육제 Op.9 (러시아 작곡가들에 의한 관현악 편곡판)
- 서곡, 스케르초와 피날레 마장조 Op.52(1841년)
- 부수음악 만프레드 Op.115(1848~49년)
- 메시나의 결혼 서곡 Op.100(1850~51년)
- 율리우스 카이사르 서곡 Op.128(1851년)
- 헤르만과 도로시아 서곡 Op.136(″)

#### 실내악

##### 피아노 3중주
- 1번 라단조 Op.63(1847년)
- 2번 바장조 Op.80(″)
- 3번 사단조 Op.110(1851년)

##### 피아노 4중주, 5중주
- 피아노 4중주 내림 마장조 Op.47(1842년)
- 피아노 5중주 내림 마장조 Op.44(″)

##### 바이올린 소나타
- 1번 가단조 Op.105(1851년)
- 2번 라단조 Op.121(″)
- 3번 가단조 WoO27(1853년)

##### 현악 4중주(1842년)
- 1번 가단조 Op.41-1
- 2번 바장조 Op.41-2
- 3번 가장조 Op.41-3

##### 독주악기와 피아노
- 아다지오와 알레그로 내림 가장조 Op.70(호른과 피아노)(1849년)
- 3개의 환상 소품 Op.73(클라리넷과 피아노)(″)
- 3개의 로망스 Op.94(오보에와 피아노)(″)
- 5개의 민요풍 소품 Op.102(첼로와 피아노)(″)
- 이야기 그림책 Op.113(비올라와 피아노)(1851년)
- 동화 서술하기 Op.132(클라리넷, 비올라, 피아노포르테)(1853년)

#### 피아노
- 아베크 변주곡 바장조 Op.1(1830년)
- 나비 Op.2(1829~31년)
- 파가니니의 카프리스에 의한 연습곡 Op.3(1832년)
- 다비드 동맹 춤곡집 Op.6(1837년)
- 토카타 다장조 Op.7(1832년)
- 사육제 Op.9(1834~35년)
- 파가니니의 카프리스에 따른 6개의 연주회 연습곡 Op.10(1833년)
- 소나타 1번 올림 바단조 Op.11(1835년)
- 환상 소곡집 Op.12(1837년)
- 교향적 연습곡 Op.13(1834년)
- 소나타 3번 바단조, 관현악 반주가 없는 협주곡 Op.14(1835년)
- 어린이의 정경 Op.15(1838년)
- 크라이슬레리아나 Op.16(1838년)
- 환상곡 다장조 Op.17(1836년; 39년에 개정)
- 아라베스크 Op.18(1839년)
- 꽃의 곡 Op.19(1839년)
- 후모레스케 Op.20(1839년)
- 소나타 2번 사단조 Op.22(1833~35년)
- 4개의 소품 Op.23(1839년)
- 빈 사육제의 어릿광대 Op.26(1839년)
- 어린이를 위한 앨범 Op.68(1848년)
- 숲의 정경 Op.82(1848~49년)
- 새벽의 노래 Op.133(1853년)
- 유령 변주곡 WoO 24(1854년)

#### 가곡
- 가곡 모음 Op.24(하이네의 시, 1840년)
- 가곡 모음 Op.39(아이헨도르프의 시, 1840년)
- 은매화 Op.25(1840년)
- 미르테의 꽃 OP.25
- 여자의 일생 Op.42(″)
- 시인의 사랑 Op.48(″)

#### 합창
- 페리와 파라다이스 Op.50(오라토리오, 1841~43년)
- 라인 포도주 노래에 따른 축전 서곡 Op.123(1853년)
- 장엄 미사 Op. posth. 147(1852년)
- 진혼곡 Op. posth. 148(1852년)
- 괴테의 파우스트로부터의 장면 WoO3(1844~53년)

### 기타 작품
- 저서 《음악과 음악가에 관한 논집Gesammelte Schriften über Musik und Musiker》(1854년) 전 4권. 슈만이 〈음악신보Neue Zeitschrift für Musik〉에 연재했던 글을 중심으로 직접 주석을 추가한 평론집.
- 저서 《음악과 음악가》(이기숙 역, 포노, 2016). 한국어판. 하인리히 지몬이 위 책을 전 3권으로 편집하여 1888년 라이프치히에서 출간한 보급판을 발췌 번역한 책.

## 관련 서적
- 이성일, 《슈만 평전》, 풍월당, 2020년 11월 20일

## 참고 자료
- 이 문서에는 다음커뮤니케이션(현 카카오)에서 GFDL 또는 CC-SA 라이선스로 배포한 글로벌 세계대백과사전의 내용을 기초로 작성된 글이 포함되어 있습니다.